# Advanced Passenger Train
L'Advanced Passenger Train (APT) è stato un progetto britannico, finanziato dalla British Rail e gestito dalla British Rail Research Division, nato alla fine degli anni settanta per la costruzione di un treno a cassa pendolante attiva.

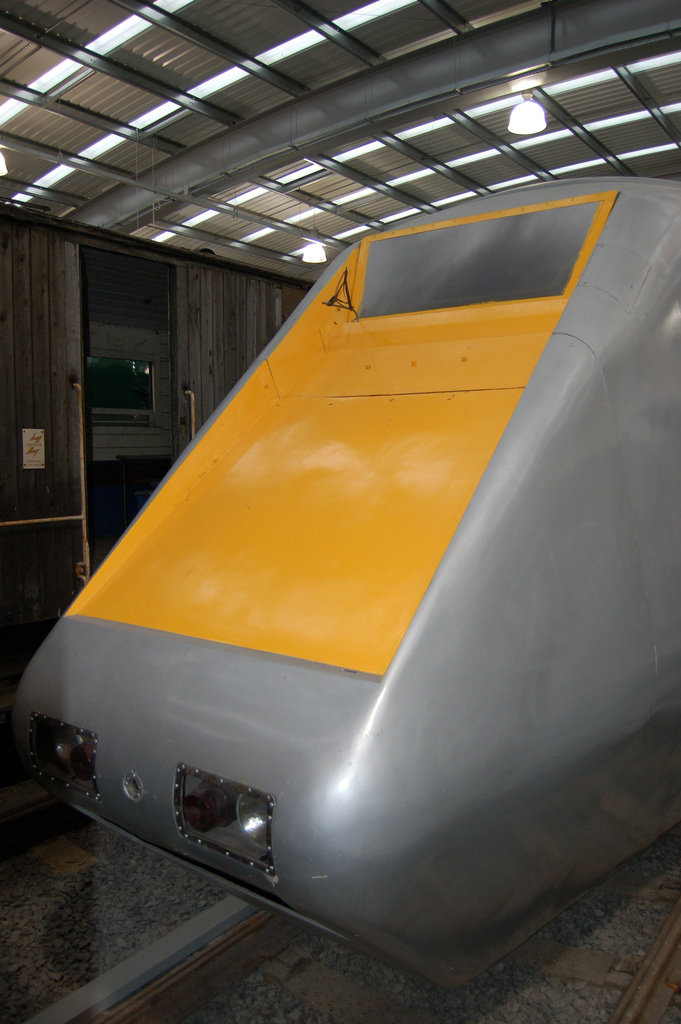
L'APT-E in mostra allo Shildon Locomotion Museum

Il progetto si componeva di tre fasi:
- l'introduzione in servizio di un prototipo sperimentale, l'APT-E
- L'introduzione di tre treni prototipo in servizio commerciale tra Glasgow e Londra (APT-P)
- l'introduzione del modello commerciale, APT-S, in servizio di linea regolare

Il progetto venne cancellato durante la seconda fase, quando la cattiva pubblicità derivante dall'inaffidabilità del veicolo e le scarse prestazioni di comfort dovute al sistema di gestione dei carrelli oscillanti tramite accelerometri decretarono il ritiro dei tre treni messi in circolazione.

## Storia
Negli anni '70 i treni rapidi della British Rail erano considerati estremamente inferiori rispetto ai neonati TGV francesi e agli Shinkansen giapponesi. L'adozione di treni ad alta velocità lungo la East Coast Main Line da Londra a Edimburgo avevano convinto l'amministrazione a investire nel progetto, visto che l'interesse da parte della clientela era molto alto.
La East Coast line però era lineare e priva di curve strette, al contrario di altre linee come la West Coast Main Line Londra-Glasgow che mal si adattavano all'utilizzo di treni veloci: in curva la forza centrifuga avrebbe spinto a terra i passeggeri.
Aumentando l'inclinazione dei binari si sarebbe potuti arrivare a 200 km/h, ma non di più.
Per raggiungere i 240 km/h gli ingegneri inglesi proposero di sviluppare un sistema di inclinazione della cassa tramite pistoni idraulici, in modo da annullare le forze laterali.
Nel 1972 venne testato per la prima volta l'APT-E, mosso da turbine a gas e composto da due motrici più due sole carrozze con strumenti di test.
Nel 1975, in seguito ai test, la British Rail fece costruire i primi tre prototipi operativi, noti come Class 370 APT-P. Poiché la Leyland, produttrice delle turbine a gas, si era ritirata dal mercato, si scelse di passare alla trazione elettrica.
I pantografi utilizzati allora non erano in grado di offrire l'affidabilità richiesta su entrambe le testate del treno contemporaneamente, quindi si decise di posizionare un solo pantografo e le due motrici al centro del treno, e di dividere quindi il convoglio in due metà separate, collegate solo da uno stretto passaggio chiuso ai passeggeri.
I treni partirono nel 1981, ma erano ancora ben lontani dall'essere ottimizzati per il servizio. I treni soffrirono di evidenti problemi, e in genere almeno uno dei tre era fermo per manutenzione. Durante il viaggio inaugurale molti ospiti dichiararono di provare nausea: questo era dovuto al controllo del sistema di inclinazione della cassa, che per il rilevamento delle curve si basava sulla rilevazione dell'accelerazione trasversale impressa sui veicoli dalla forza centrifuga nelle curve.  In pratica l'inizio del pendolamento avveniva a curva già iniziata inducendo sui passeggeri una sgradevole spinta verso l'esterno che solo dopo veniva corretta dal sistema idraulico di inclinazione della cassa. Il problema era pesante, anche se non incideva sulla sicurezza del treno, ma incideva ampiamente sul comfort, cioè su ciò a cui è più sensibile colui che viaggia. Per sdrammatizzare il problema si disse che la nausea era dovuta soprattutto all'eccesso di alcool servito a bordo. Venne poi ridotto di un poco il grado di inclinazione, e ciò manteneva la sensazione di essere in curva e rendeva un po'  meno sgradevole l'effetto.
In seguito a ciò nessuno dei passeggeri disse di avvertire il problema.
La prima corsa pubblica di un APT-P il 7 dicembre 1981, da Glasgow a Londra ebbe un successo di pubblico, tuttavia i vertici delle ferrovie avevano deciso prudentemente di far partire un secondo treno "di sicurezza" appena 15 minuti dopo, per sopperire a eventuali guasti.
Già nel viaggio di ritorno alcune delle carrozze mostravano guasti al sistema di inclinazione e ai freni.
I treni furono presto ritirati dal servizio e l'umiliazione spinse i responsabili ad avanzare la proposta di chiusura del progetto.
Si tentò di reinserirli in servizio nell'estate 1982, dopo aver corretto i problemi principali, ma la mancanza di interesse ad investire nel progetto e la cattiva pubblicità ormai ottenuta spinse i vertici delle BR alla cancellazione definitiva.
Un APT-P venne mantenuto in servizio come treno navetta di lusso per lo Scottish Exhibition and Conference Centre. Un secondo venne ritirato in deposito a Crewe, e in seguito messo in mostra. Un terzo venne rottamato nel 1985.
L'APT-E è invece allo Shildon Locomotion Museum di York.

## Tecnologia
La tecnologia troppo innovativa dell'APT fu la causa del suo fallimento ma contribuì soprattutto la scelta di utilizzare il rilevamento dell'accelerazione centrifuga per il comando dei sistemi di inclinazione che, provocando sui passeggeri forti spinte laterali dovute all'accelerazione trasversale non compensata, ne decretò l'ostilità dell'opinione pubblica.
La scelta di trasformare il treno da gas ad elettrico condusse alla creazione di un sistema di alimentazione inefficiente e privo di sistemi di backup in caso di guasto, sottoposto a sollecitazioni intensive e dalla difficile manutenzione. Da considerare inoltre che la tecnica inglese all'avanguardia della trazione a vapore e diesel non lo era invece nei sistemi a trazione elettrica ad alta tensione. L'alimentazione a 25 kV - 50 Hz richiedeva infatti isolamenti di categoria elevata, più pesanti e di grandi dimensioni rispetto a quelli utilizzati in Italia per l'ETR 401 alimentato ai 3 kV continui già abbondantemente sperimentati in Italia.
La sostituzione dell'impianto freni con uno oleodinamico rese indubbiamente il mezzo più leggero ed economico, ma fu estremamente dannosa in un clima freddo come quello inglese dove i circuiti frenanti erano frequentemente bloccati dal ghiaccio.
Anche il controllo computerizzato del sistema inclinante, che sfruttava la rilevazione tramite accelerometri, si dimostrò di gran lunga inferiore all'impianto giroscopico sviluppato da Fiat Ferroviaria, poiché riusciva a operare solo a curva già iniziata quando già l'accelerazione trasversale spingeva i passeggeri lateralmente e sottoponeva quindi l'impianto idraulico a uno stress notevole; ciò a differenza del sistema Fiat che sentiva la curva prima di imboccarla rilevandola già dall'inclinazione del rettilineo di raccordo e disponendosi preventivamente ad affrontarla.

## ETR o APT?
Molte fonti indicano erroneamente che il Pendolino italiano nasce come derivazione dall'APT.
In realtà niente accomuna i due progetti, nati quasi contemporaneamente, ma che non giunsero a sviluppo insieme. Il progetto esecutivo Fiat-Pendolino è addirittura precedente.
I brevetti inglesi dei carrelli furono acquisiti allo scopo di perfezionare i Pendolini di seconda generazione, gli ETR 450-460, mentre in Italia già da 8 anni circolava il primo treno pendolante in servizio, l'ETR 401.
Si offre qui una comparazione tra la cronologia del progetto inglese e quella del progetto italiano, attraverso le fasi salienti dello sviluppo:
Primo prototipo funzionante
ETR Y 0160: 1969 contro
APT-E: 1975
Costruzione del primo treno
ETR 401: 1975 contro
APT-P: 1981
Primo viaggio commerciale
ETR 401: maggio 1976 contro
APT-P: 1981